# Eleanor Fortescue-Brickdale
Eleanor Fortescue-Brickdale (Londra, 25 gennaio 1872 – Londra, 10 marzo 1945) è stata una pittrice inglese della fine dell'età vittoriana, d'ispirazione preraffaellita.

## Biografia
Eleanor Fortescue-Brickdale nacque nella casa dei suoi genitori, Birchamp Villa presso Upper Norwood (all'epoca nel Surrey ed oggi nella city di Londra), figlia di Matthew Fortescue-Brickdale, avvocato, e della moglie Sarah. Educata alla Crystal Palace School of Art sotto la guida di Herbert Bone, nel 1896 entrò nella Royal Academy, presso la quale dipinse la sua opera di maggior rilievo, The Pale Complexion of True Love  (1899), successivamente esposta alla stessa Royal Academy ed alla Dowdeswell Gallery, dove portò anche una collezione di proprie opere ad acquerello.
Durante gli anni di studio e di lavoro presso l'accademia venne fortemente influenzata da John Byam Liston Shaw, discepolo del pittore preraffaellita John Everett Millais, e da John William Waterhouse. Quando Byam Shaw fondò una propria scuola d'arte nel 1911, Fortescue-Brickdale divenne insegnante in quella sede.
Dal 1904 si trasferì a Londra dove visse in Holland Park Road, proprio di fronte a Leighton House.
Nel 1909 Ernest Brown, delle Leicester Galleries, le commissionò una serie di 28 acquarelli per gli Idylls of the King di Tennyson, che dipinse nel giro di due anni. Le opere vennero esposte nella galleria nel 1911 e 24 di loro vennero pubblicate l'anno successivo in una lussuosa edizione dei primi quattro idilli.
Negli ultimi anni della sua vita lavorò anche a delle vetrate istoriate. Di fede cristiana, collaborò con diverse parrocchie inglesi per la decorazione delle finestre. Morì a Londra il 10 marzo 1945, e venne sepolta al Brompton Cemetery di Londra.

## Opere

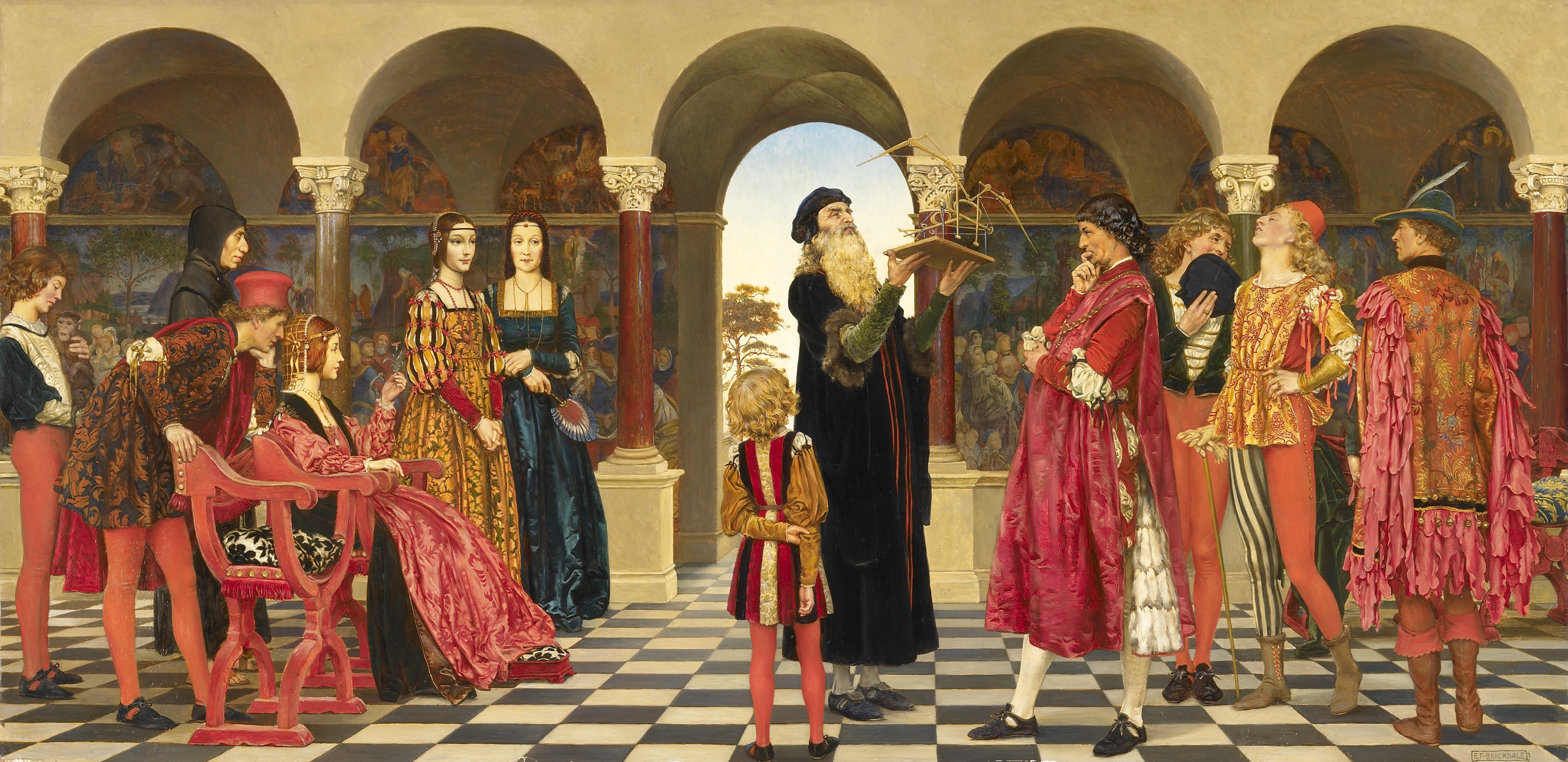
The Forerunner o La corte di Ludovico il Moro. Sulla sinistra si riconoscono la duchessa Beatrice, cui un cortigiano sussurra qualcosa all'orecchio; fra' Savonarola, Cecilia Gallerani ed Elisabetta Gonzaga; un paggio abbraccia inoltre una scimmietta, omaggio a quella realmente posseduta dai duchi. Sulla destra Leonardo da Vinci mostra il suo modellino di macchina volante al duca Ludovico; assistono divertiti alcuni cortigiani e il piccolo biondo Ercole Massimiliano.
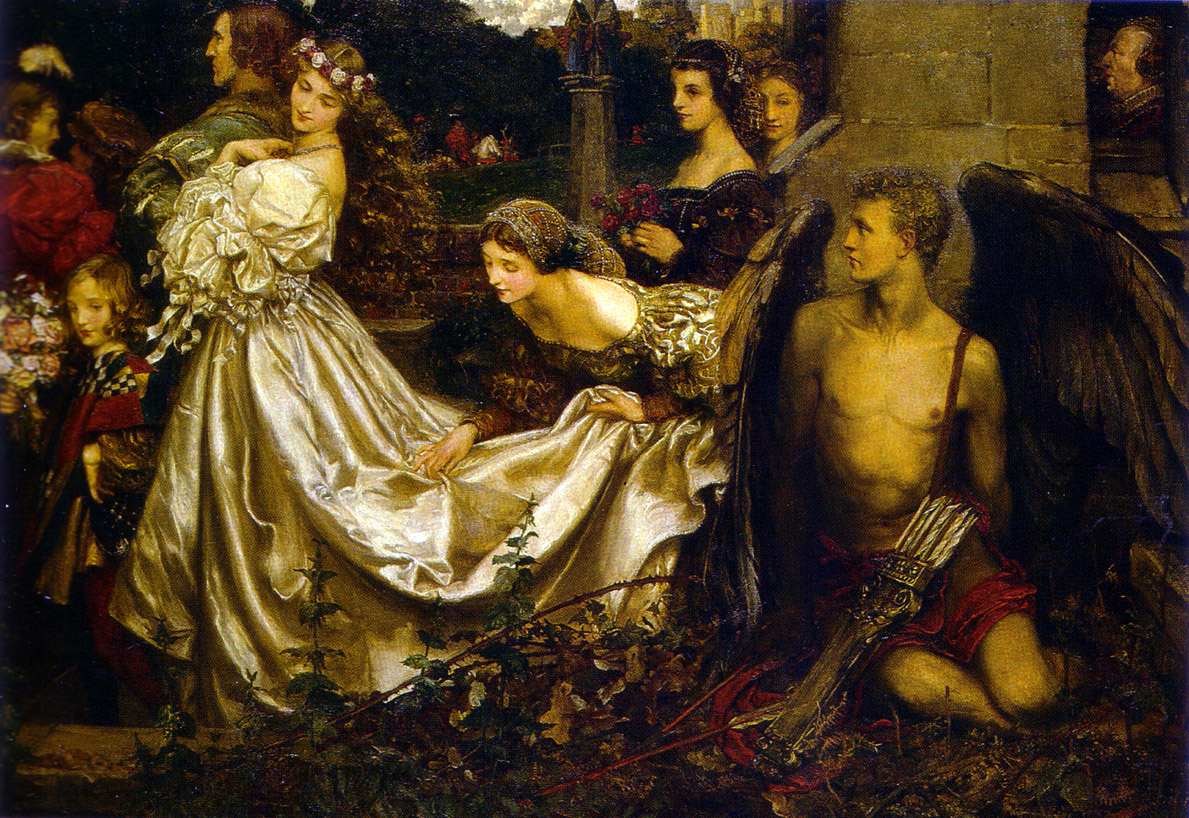
The Uninvited Guest, 1906.
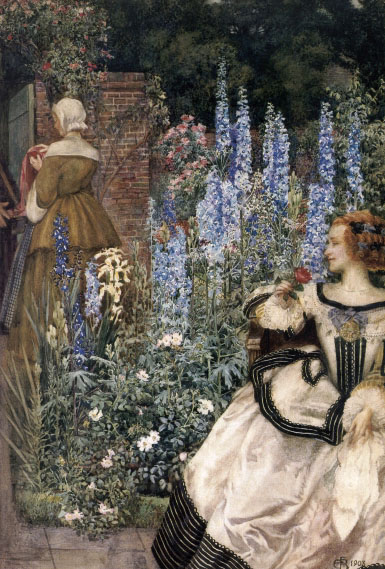
They toil not, neither do they spin
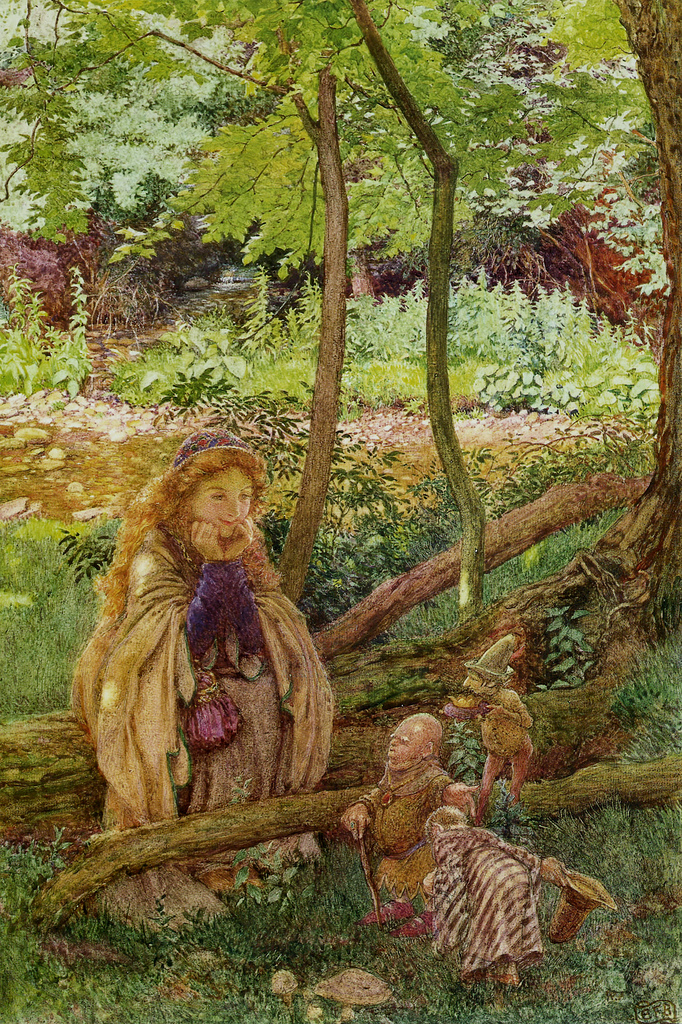
The introduction
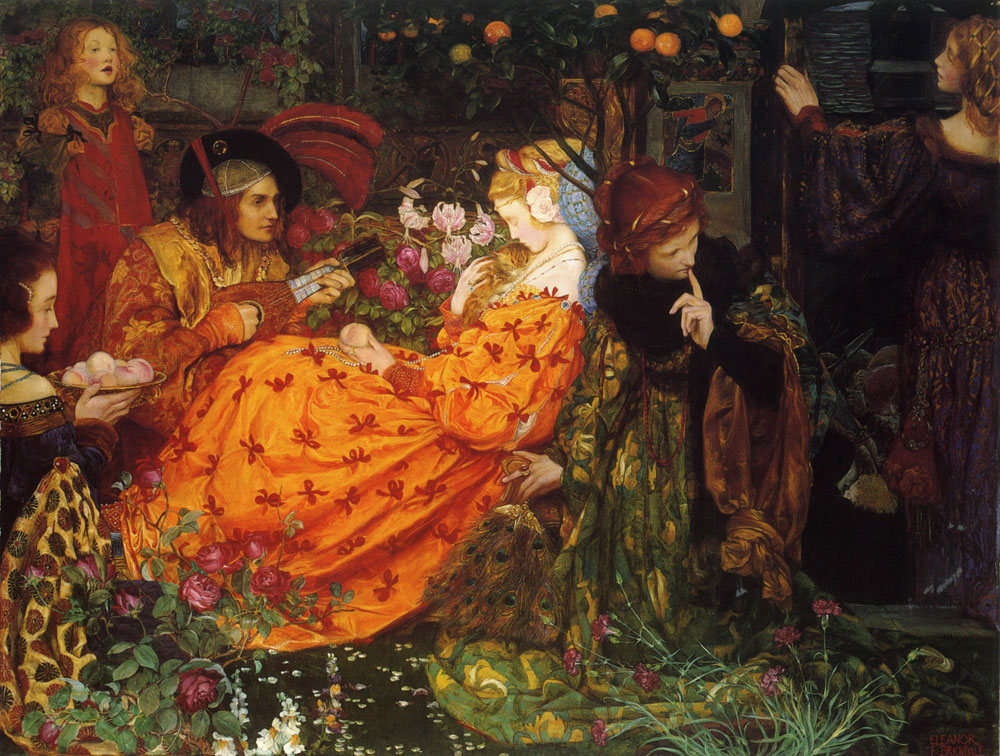
Riches
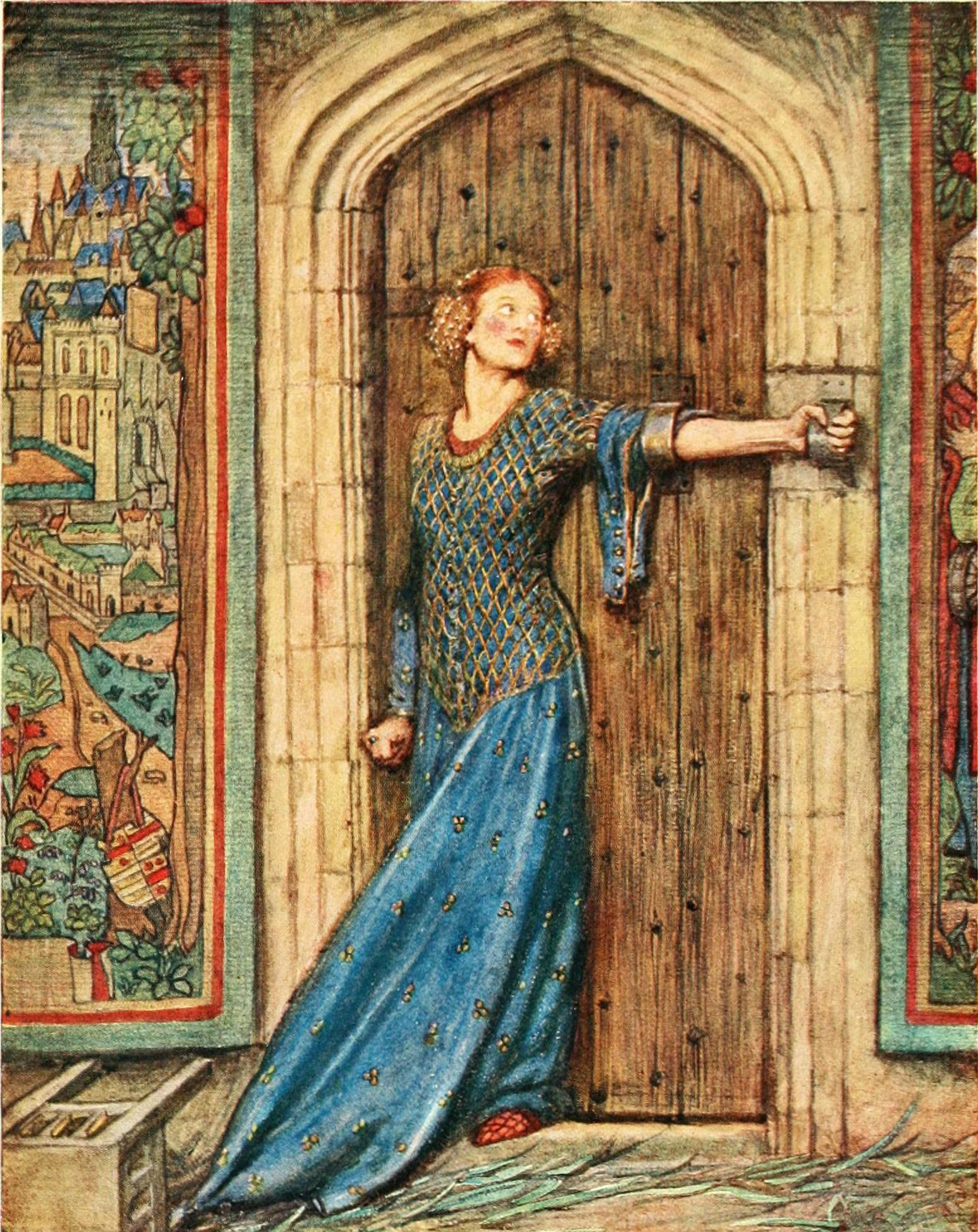
Kate Barlass,1909